# دزیو
دزیو (به ایتالیایی: Desio) یک کومونه در ایتالیا است که در استان مونتزا و بریانتزا واقع شده‌است.

## خصوصیات
دزیو ۱۴ کیلومترمربع مساحت و ۴۰٬۳۱۳ نفر جمعیت دارد و ۱۹۶ متر بالاتر از سطح دریا واقع شده‌است.